# Абдулла-хан I
Абдулла-хан I (узб. Abdullaxon; 1490—1540 годы) — шестой представитель узбекской династии Шейбанидов, который с марта по сентябрь 1540 года, в течение 6 месяцев правил в одноимённом государстве.

## Биография
Внук узбекского хана Абулхайра, сын Кучкунджи-хана Абдулла-хан I в 1514-1540 годах был наместником в городе Туркестан. В марте 1540 года, после смерти Убайдулла-хана, он пришёл к власти в Самарканде. Однако он правил всего шесть месяцев. Он выпускал монеты в Бухаре, Самарканде и Балхе с титулами «Хакан сын хакана Абулгази бахадурхан».

## Возникновение двоевластия в Бухарском ханстве
После смерти Абдулла-хана I в стране стали править два правителя. В Бухаре был избран ханом сын Убайдулла-хана Абдулазиз-хан, а в Самарканде, с правами Верховного хана Шейбанидов, стал править сын Кучкунджи-хана Абдулатиф-хан.

## Смерть
Абдулла-хан скончался в Самарканде 14 сентября 1540 года и был похоронен рядом с отцом в усыпальнице в Самарканде. Мавзолей до наших дней не сохранился, его руины были полностью уничтожены в 1930-е годы.